# Polańczyk

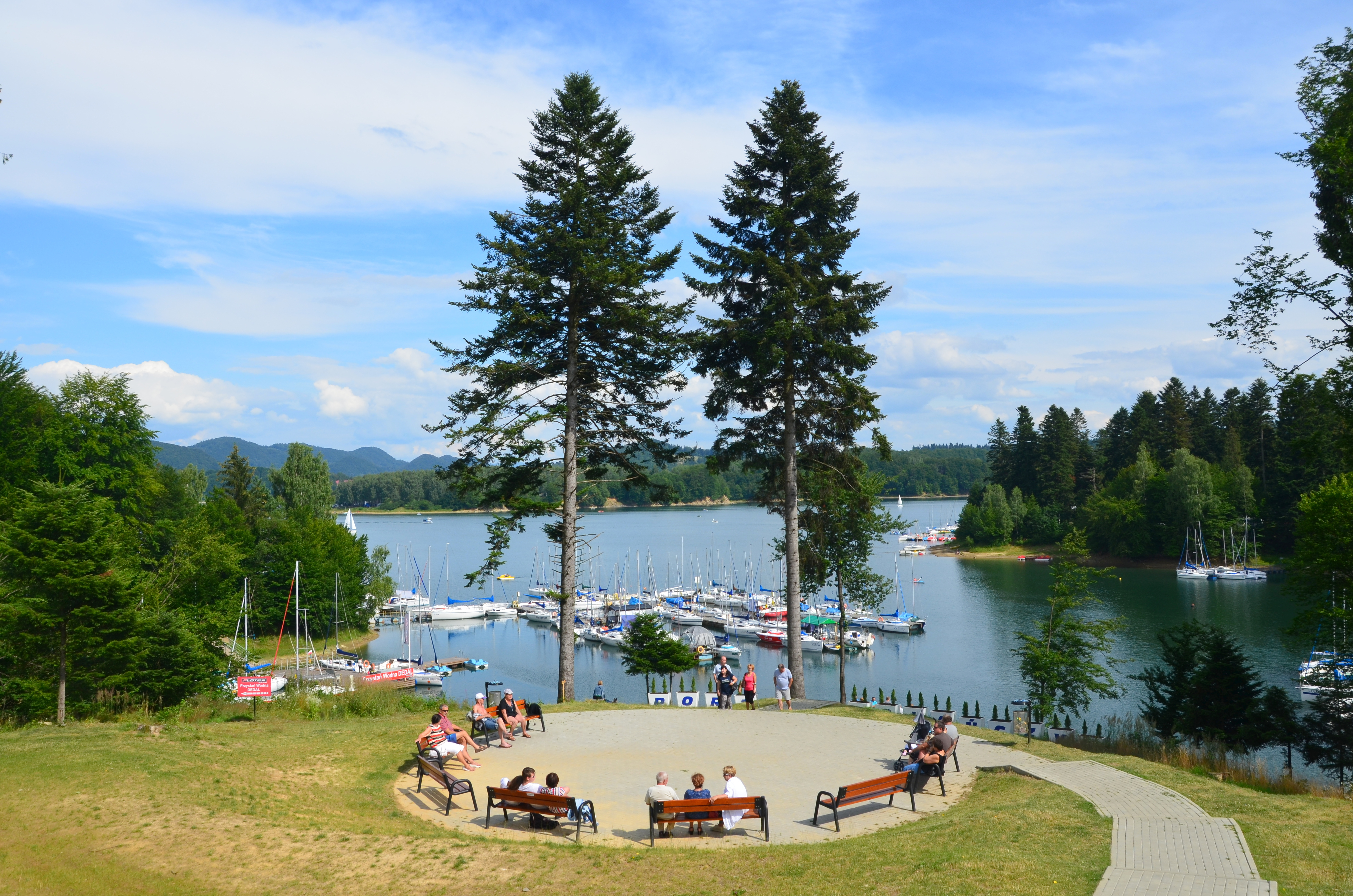
Marina am Solina-Stausee

Polańczyk ist ein Kurort und Dorf am Westufer des Solina-Stausees in den Bieszczady in der Gemeinde Solina, in Woiwodschaft Karpatenvorland, in Polen. Der Ort ist seit 1999 Sitz der Gemeinde. Zuvor war Solina Gemeindesitz. Die Marina am See wurde in den 1960er Jahren angelegt. Seit 1974/1999 ist Polańczyk ein Kurort.